# Panzer Division Marduk
Panzer Division Marduk este al VI-lea album de studio al trupei suedeze de black metal Marduk.  Albumul a fost lansat în anul 1999 de Osmose Productions  și pâna în prezent este succesul lor. Albumul este remasterizat în anul 2008 de  Blooddawn Productions  împreuna cu Regain Records.

## Tracklist
1. "Panzer Division Marduk" – 2:39
2. "Baptism by Fire" – 3:51
3. "Christraping Black Metal" – 3:46
4. "Scorched Earth" – 3:37
5. "Beast of Prey" – 4:07
6. "Blooddawn" – 4:20
7. "502" – 3:14
8. "Fistfucking God's Planet" – 4:28
9. "Deathride"*
10. "Todeskessel Kurland*
11. "Panzer Division Marduk (Video)*

- Bonus track de la versiunea remasterizată de Blooddawn Productions  în 2006. *

## Componență
- Erik "Legion" Hagstedt  - voce
- Morgan Steinmeyer Håkansson - chitară
- Bogge "B. War" Svensson - bas
- Fredrik Andersson - baterie